# Denis Kapoustine (néonazi)
Pour les articles homonymes, voir Denis Kapoustine et Nikitine.
Denis Evgenievitch Kapoustine, alias Nikitine ou Whiterex, est un néonazi, hooligan et entrepreneur russe, né le 6 mars 1984 à Moscou.
Hooligan puis fondateur de la White Rex, marque de vêtements pour le MMA, il milite parmi les groupes hooligans néonazis allemands puis russe. Il devient le fondateur du Corps des volontaires russes (RDK) en 2022.
Depuis 2023, il est considéré comme un traître à la nation parmi de nombreux nationalistes russes et un terroriste par le gouvernement de la fédération de Russie et par une partie de l'opinion publique russe,. Il est sur la liste fédérale des personnes recherchées par la fédération de Russie.

## Jeunesse et radicalisation
Denis Kapoustine est né le 6 mars 1984 et a grandi à Moscou. En 2001, alors qu'il avait 17 ans, sa famille a déménagé à Cologne. Selon les recherches du SPIEGEL, la famille Kapoustine aurait bénéficié d'un statut, pas en tant que réinstallée russe mais en tant que réfugiée d'origine juive, en Allemagne,. Là-bas, il s'est intéressé au combat sans règles et, à l'âge de 22 ans, il s'est retrouvé dans une fête proche du football, se liant d'amitié avec des ultras locaux. Selon Kapoustine, c'était « un gamin des rues, un skinhead, il battait des visages ». Après plusieurs années de vie en Allemagne, il est retourné en Russie, mais il n'a jamais dit exactement quand ni pourquoi. Sa famille est restée à Cologne. 
Le ministère allemand de l'Intérieur de Rhénanie-du-Nord-Westphalie l'a qualifié de « l'un des militants néo-nazis les plus influents » d'Allemagne et a noté qu'il avait professionnalisé la sous-culture des combats d'ultra-droite dans le pays. Selon les médias russes, il aurait été renié par sa mère n'acceptant pas son néonazisme. 
De retour à Moscou, il  rencontre les ultras du club CSKA Moscou et serait resté en contact avec des hooligans allemands.
Il participe à populariser le réseau transnational décentralisé néofasciste des Active Clubs à travers son podcast coanimé avec Robert Rundo, fondateur de ce réseau.

## Engagement en Ukraine
En 2022, alors qu'il avait fui en Ukraine cinq ans auparavant, Denis Kapoustine fonde le Corps des volontaires russes (RDK) un groupe armé néonazi se battant aux côtés des Ukrainiens pendant la guerre russo-ukrainienne. Nikitine a déclaré que le RDK se compose de Russes de souche combattant pour l'Ukraine contre l'invasion russe. Il a expliqué que le nationalisme russe « a complètement tourné dans le mauvais sens » et a posté une vidéo exhortant les nationalistes blancs à combattre Poutine parce que la Russie était devenue un État policier. Nikitine a parlé négativement du président ukrainien Volodymyr Zelensky parce qu'il est juif et « promeut la pire des valeurs libérales », mais a déclaré que Poutine était pire. En octobre 2022, il a publié son manifeste, s'identifiant comme « faisant partie des forces armées ukrainiennes », mais les responsables ukrainiens n'ont fait aucun commentaire à ce sujet.

### Actions armées
En 2023, il attaque l'oblast de Briansk avec plusieurs membres de RDK. Il est depuis lors considéré comme un terroriste par la fédération de Russie et un traître par les nationalistes russes,.
Il est également accusé d'avoir essayé d'assassiner le milliardaire russe Konstantin Malofeïev pendant l'opération de Briansk,,,.
Il participe à l'attaque de mai 2023 à Belgorod avec la RDK et la Légion « Liberté de la Russie » ; des affrontements avec les forces loyalistes russes ont été signalés.

## Reactions russes
L'ancien officier ultranationaliste russe Igor Guirkine a dit qu'il avait depuis longtemps averti que de tels raids transfrontaliers pourraient faire partie d'une stratégie de contre-offensive ukrainienne plus large. Sur le réseau social VKontakte, il qualifie également la RDK et Kapoustine comme des traîtres à la nation russe.